# Galvão (Santa Catarina)
Pour les articles homonymes, voir Galvão.
Galvão est une ville brésilienne de l'ouest de l'État de Santa Catarina.

## Géographie
Galvão se situe par une latitude de 26° 27′ 18″ sud et par une longitude de 52° 41′ 09″ ouest, à une altitude de 655 mètres. Sa population était de 3 475 habitants au recensement de 2010. La municipalité s'étend sur 122 km2.
Elle fait partie de la microrégion de Xanxerê, dans la mésorégion Ouest de Santa Catarina.

## Villes voisines
Galvão est voisine des municipalités (municípios) suivantes :
- São Domingos
- Coronel Martins
- Novo Horizonte
- Jupiá
- Mariópolis dans l'État du Paraná